# 里博库尔 (默兹省)
里博库尔（法語：Ribeaucourt，法語發音：[ʁibokuʁ]）是法国默兹省的一个市镇，属于巴勒迪克区。

## 地理
里博库尔（48°32'39"N, 5°21'17"E）面积12.54 平方千米，位于法国大東部大區默兹省，该省份为法国西北部内陆省份，北与比利时接壤，西接马恩省和阿登省，南至上马恩省和孚日省，东临默尔特-摩泽尔省。
与里博库尔接壤的市镇（或旧市镇、城区）包括：奥尔日河畔比安库尔、博内、比尔、巴鲁瓦地区芒德尔、索河畔蒙捷、圣茹瓦尔。

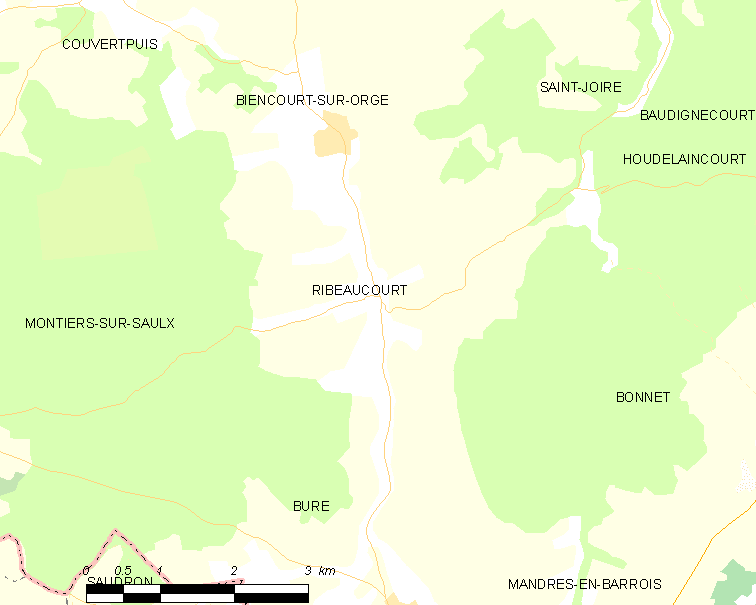
的OSM定位图

里博库尔的时区为UTC+01:00、UTC+02:00（夏令时）。

## 行政
里博库尔的邮政编码为55290，INSEE市镇编码为55430。

## 政治
里博库尔所属的省级选区为利尼昂巴鲁瓦县。

## 人口

1962-2008年间人口变化图示

里博库尔于2022年1月1日时的人口数量为71人。